# Taavi Vilhula
David (Taavi) Nikolai Vilhula, född 26 november 1897 i Muldia, död 20 mars 1976 i Helsingfors, var en finländsk politiker.
Vilhula satt i riksdagen (agrar) 1929–1930 och 1933–1954, var folkförsörjningsminister 1946–1948 och lantbruksminister 1950–1951. Vidare verkade han 1923–1954 som sekreterare i mellersta Finlands lantbrukssällskap och därefter inom försäkringsbranschen, bland annat som ordförande i direktionen för Aurabolagen 1958–1964.
Vilhula tillhörde den opposition inom agrarförbundet som bland annat motsatte sig att man skulle inleda förhandlingar med Sovjetunionen om en försvarspakt 1948.